# Goundam

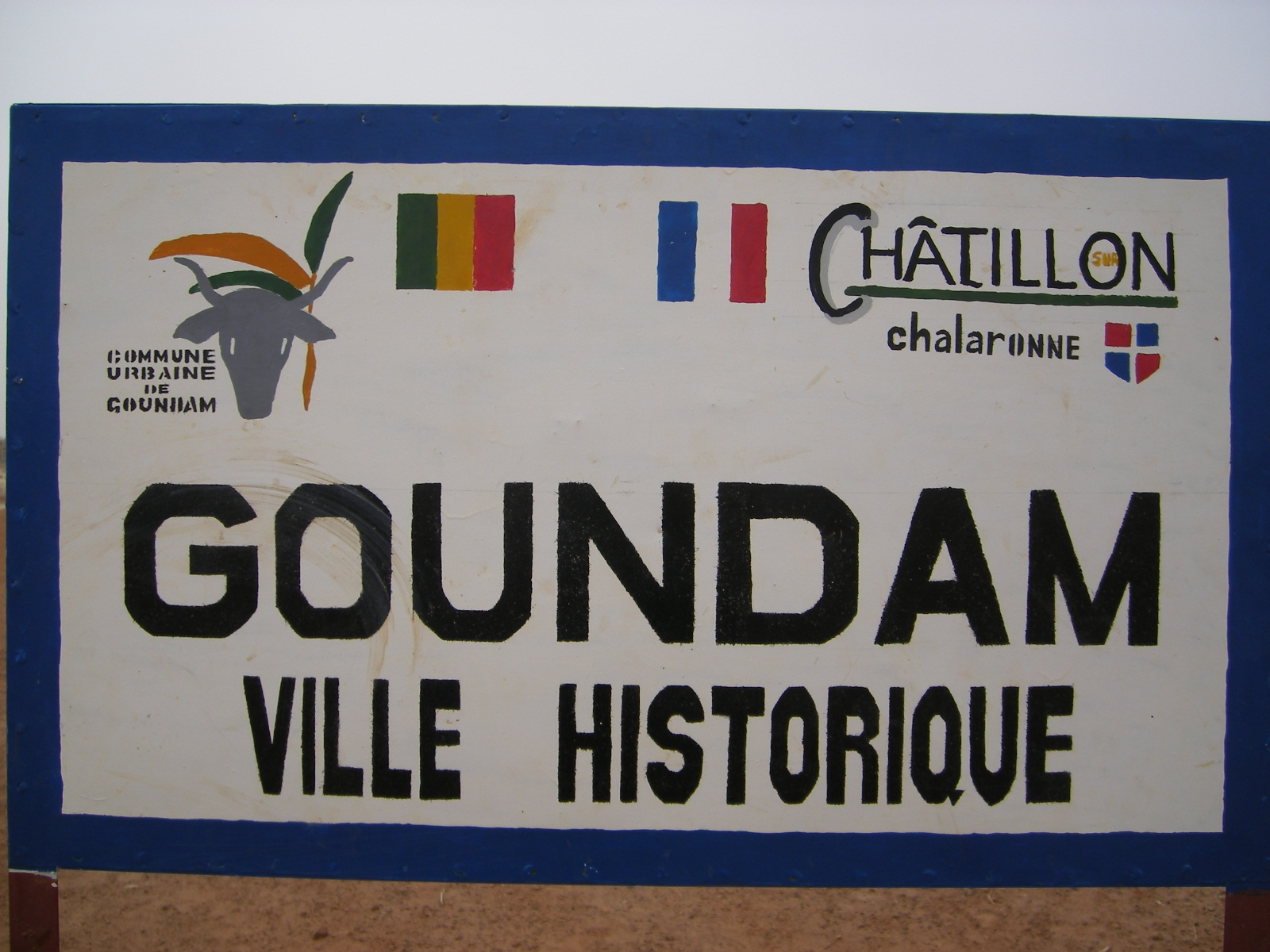
Städtepartnerschaft Goundam-Châtillon

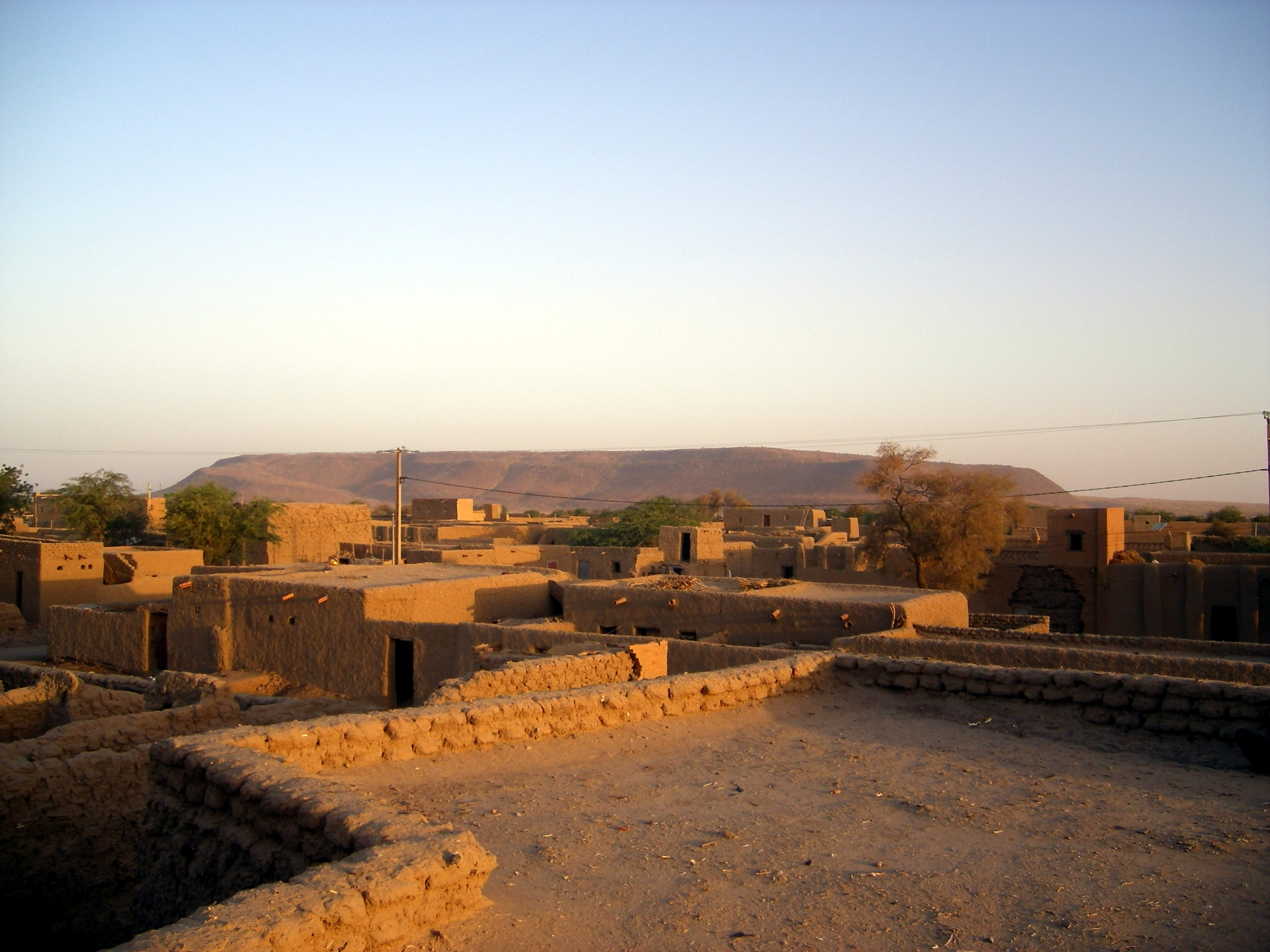
Blick über die Dächer Goundams bei Sonnenaufgang

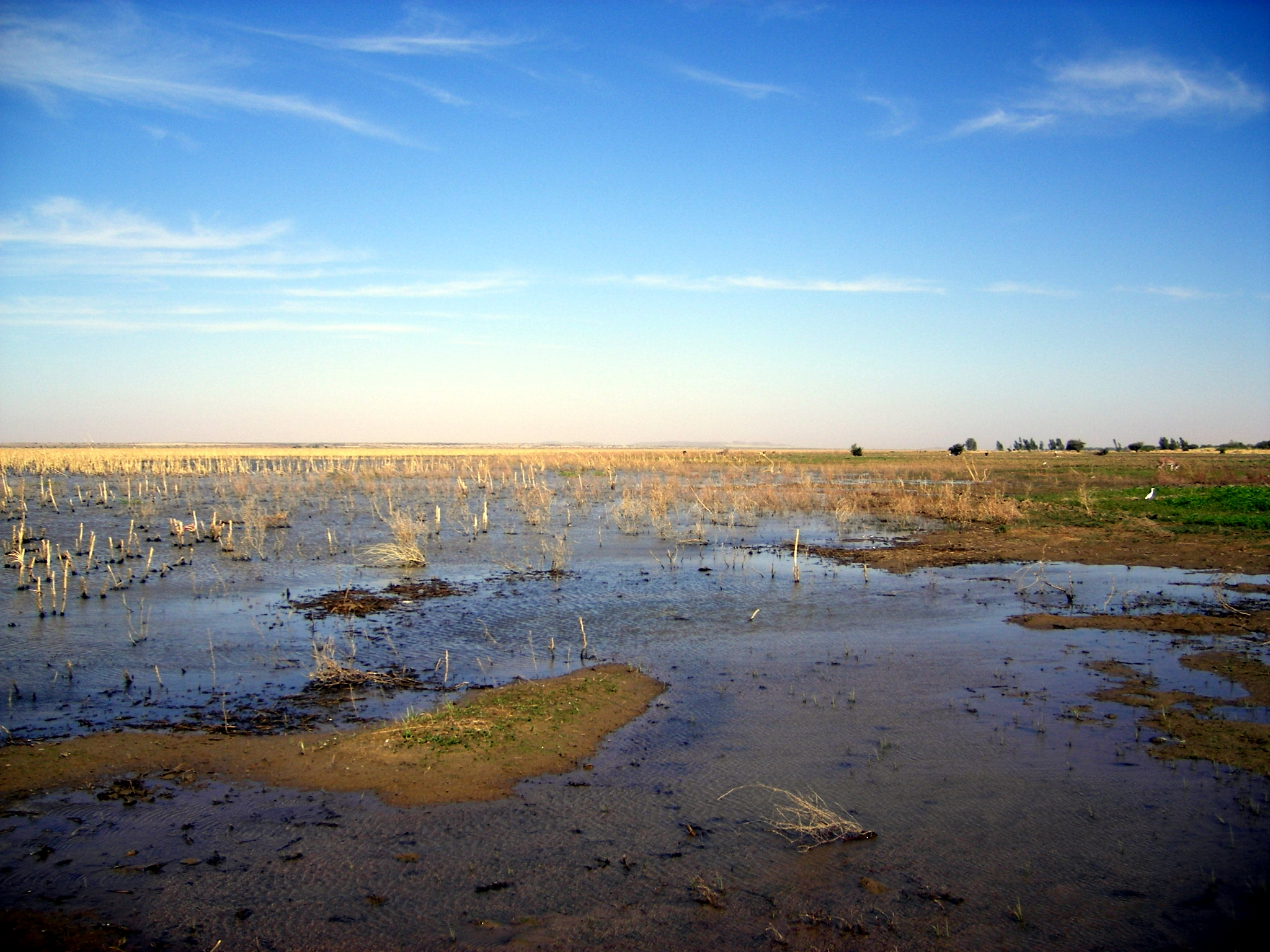
Reste des Hirseanbaus der Vorsaison am Télé-See nordwestlich von Goundam

Goundam ist eine Stadt im Norden Malis in der Region Timbuktu. Sie ist Hauptstadt des Kreises Goundam. Mit einer Bevölkerung von 16.253 ist sie die drittgrößte Stadt der Region.

## Lage
Die Stadt liegt an einem nordwestlichen Ausläufer des Nigerbinnendeltas und wird vom Marigot de Goundam durchflossen. Dieser Nebenarm des Nigers versorgt die Seen des Seensystems Faguibine bei Hochwasser mit Wasser aus dem Niger. Er bildet sich aus den zwei Flussarmen Tassakant und Kondi, die bei Bourem beziehungsweise Koriomé vom Niger abzweigen. Das Überschwemmungsgebiet östlich von Goundam wird Kessou genannt. Die am Niger gelegene Stadt Diré liegt 35 km südöstlich, Timbuktu liegt etwa 100 km in ostnordöstlicher Richtung. Die Seen Lac Fati und Lac Oro liegen im Südwesten nahe dem Flughafen Goundam. Am Nordrand der Stadt beginnt der Lac Télé. An diesen schließen sich die Seen Takara, Gober, Faguibine und Kanango in nördlicher Richtung an. Das Gebiet wird von Bergketten durchzogen, die 100 bis 150 m über die Plateaufläche hinausragen und in nord-südlicher Richtung verlaufen. Einer dieser Berge, der Bankoré, befindet sich etwa 3 km nördlich der Stadt.

## Geschichte
Goundam hat eine lange Geschichte als Zentrum der Landwirtschaft betreibenden Songhai und der von Fischfang lebenden Bozo, wie auch für sesshafte Teile der halbnomadischen Fulbe, Tuareg und Mauren. Goundam war eine Stadt des Songhaireiches und fiel mit dessen Untergang 1591 an die Mauren. Später wurde es von den Tuareg aus dem Nordosten und den Fulbe aus der Region der Massina übernommen. Der mächtigste der damaligen Fulbe-Staaten war das Macina-Reich im Südwesten. Das Toucouleur-Reich eroberte das Gebiet in der Mitte des 19. Jahrhunderts. Die Franzosen nahmen die Stadt 1894 mit der Collone Joffre ein.
Goundam war Schauplatz eines kurzzeitigen Rückschlages für das französische Vordringen nach Timbuktu. In dem damals als „Goundam-Massaker“ bekannten Zwischenfall reiste im Dezember 1893 der französische Oberleutnant Eugene Bonnier mit einer kleinen Truppe auf eigene Faust vom französischen Posten Segou flussab, um Timbuktu zu erobern. Seine Vorhut von nur zwei Kanonenbooten unter Kommando von Leutnant H. Gaston Boiteaux fuhr voraus, stieß aber entgegen den Befehlen bis Timbuktu vor, um Bonnier zuvorzukommen. Bonnier verfolgte ihn und fand heraus, dass Boiteau die sagenumwobene Stadt bereits vor ihm erobert hatte, der erst am 10. Januar 1894 eintraf. Nachdem er seinen Untergebenen festgenommen hatte, marschierte Bonnier mit einer kleinen Zahl afrikanischer Soldaten Richtung Goundam. Sie nahmem die Stadt am 14. Januar ein. Unterwegs hatten sie von einem Lager der Tuareg etwa 500 Schafe mitgenommen und hatten sich beim nahegelegenen Tacoubao eines Überfalls der Tuareg zu erwehren. In den Morgenstunden des 15. Januar griffen die Tuareg Bonniers Lager an und töteten ihn, 11 Offiziere, 2 französische Zivilisten, 68 afrikanische Hilfssoldaten und den Übersetzer. Eine Rettungsexpedition unter Joseph Jacques Joffre eroberte Goundam am 8. Februar und Timbuktu vier Tage später zurück.
In der Zeit nach der Dürre in der Sahelzone während der 1970er Jahre und erneut nach der Tuareg-Rebellion der 1990er Jahre wurde Goundam ein wichtiger Anlaufpunkt für Tuareg und andere Flüchtlinge aus dem Norden Malis. Viele von ihnen leben weiterhin um die Stadt Goundam.

## Sehenswürdigkeiten
Ein Wahrzeichen der Stadt ist die aus Lehmziegeln erbaute Goundam-Tokossel-Moschee.

## Landwirtschaft
Die zeitweilig überfluteten Seen und natürlichen Kanäle (Marigots) um Goundam sind agrare Gunsträume in einer nördlich der agronomischen Trockengrenze gelegenen Landschaft. Das hydrologische System leidet seit den Dürrekatastrophen der 1970er und 1980er Jahre an zunehmender Versandung, was verstopfte Zuflüsse und Verlust von Anbauflächen zur Folge hat. Die geringen jährlichen Niederschläge von 200–250 mm erlauben nur einen eingeschränkten, ertragsunsicheren Regenfeldbau. Hinzu kommen strukturelle Probleme wie veraltetes Saatgut sowie unklare und ungünstige Bodenbesitzverhältnisse. Die Größe der bebaubaren Flächen schwankt von Jahr zu Jahr je nach der Höhe der Überflutung stark. Hauptkultur ist nach wie vor Hirse, obgleich Reis heute das Hauptnahrungsmittel darstellt. An den Ufern der Kanäle findet ein kleinteiliger marktorientierter Anbau von Gemüse und Obst statt.